# Algebraická varieta
Algebraická varieta je matematický pojem z oboru algebraické geometrie. Nazývá se tak množina všech řešení {\displaystyle \{x_{1},x_{2},...,x_{n}\}} soustavy polynomiálních rovnic
{\displaystyle P_{1}(x_{1},x_{2},....x_{n})=0}
{\displaystyle P_{2}(x_{1},x_{2},....x_{n})=0}
…
{\displaystyle P_{k}(x_{1},x_{2},....x_{n})=0}